# Crowfield (Suffolk)
Crowfield est un village et une paroisse civile du Suffolk, en Angleterre.